# Tachygyna pallida
Tachygyna pallida là một loài nhện trong họ Linyphiidae.
Loài này thuộc chi Tachygyna. Tachygyna pallida được Ralph Vary Chamberlin & Wilton Ivie miêu tả năm 1939.